# Richie Porte
Richie Porte (Launceston, 30 januari 1985) is een voormalig Australisch wielrenner.

## Carrière
Als belofte eindigde Porte als derde op het Australisch kampioenschap tijdrijden. In 2010 werd hij ingelijfd door de Deense ProTourploeg Team Saxo Bank. Van 2012 tot en met 2015 kwam Porte uit voor Team Sky.
In de Ronde van Romandië 2010 versloeg hij Alejandro Valverde (die tweede werd op 26 seconden) in een tijdrit met een lengte van 26 kilometer. Een nog groter succes boekte Porte enkele weken later in de Ronde van Italië: na een monsterontsnapping in de elfde etappe boekte hij een tijdwinst van 10 minuten waardoor hij de roze trui mocht aantrekken. Drie dagen later raakte hij deze in een bergetappe echter weer kwijt aan David Arroyo. Wel won hij het jongerenklassement en eindigde op een verdienstelijke zevende plek in het algemeen klassement.
Na een matig seizoen in 2011 won Porte in februari 2012 het algemene klassement van de Ronde van de Algarve. In de koninginnenrit met aankomst op de Alto do Malhão zette hij de wedstrijd naar zijn hand en met een derde plaats in de afsluitende individuele tijdrit wist hij de leiderspositie veilig te stellen.
2013 zette Richie Porte goed in door twee ritten en het eindklassement in Parijs-Nice te winnen. In de Ronde van Frankrijk was Porte meesterknecht van de latere winnaar Chris Froome. Zelf wist hij op de negentiende plaats te eindigen.
In 2014 mocht Porte in de Ronde van Frankrijk zijn eigen kans gaan na het vroege uitvallen van Froome. Porte zakte echter stelselmatig weg in de stand naar de 23e plaats.
In 2015 won hij opnieuw Parijs-Nice en de Ronde van Catalonië. Hij mocht tevens als kopman beginnen aan de Ronde van Italië, waar hij in de eerste week een van de sterke mannen bergop was samen met Alberto Contador en Fabio Aru. Hij kreeg echter een tijdsstraf van twee minuten na een bandenwissel met landgenoot Simon Clarke. Porte zakte na de eerste bergrit en de tijdrit nog verder terug in de stand. Na de vijftiende etappe gaf hij op.
In 2016 nam Porte deel aan de wegwedstrijd op de Olympische Spelen in Rio de Janeiro, maar reed deze niet uit.
Op 9 juli 2017, in de negende etappe van de Ronde van Frankrijk, kwam Porte zwaar ten val tijdens een afdaling. Achteraf bleek dat hij zijn sleutelbeen en zijn bekken gebroken had.

## Palmares

### Overwinningen
2009
2e etappe Ronde van Friuli-Venezia Giulia
4e etappe Girobio
GP Citta di Felino
2010
3e etappe Ronde van Romandië
 Jongerenklassement Ronde van Italië
2011
4e etappe Ronde van Castilië en León
5e etappe Ronde van Denemarken
2012
3e etappe Ronde van de Algarve
Eindklassement Ronde van de Algarve
2013
5e en 7e etappe Parijs-Nice
Eindklassement Parijs-Nice
2e etappe Internationaal Wegcriterium
5e etappe Ronde van het Baskenland
2014
5e etappe Tour Down Under
2015
 Australisch kampioen tijdrijden, Elite
5e etappe Tour Down Under
4e etappe Ronde van de Algarve
Bergklassement Ronde van de Algarve
4e en 7e etappe Parijs-Nice
Eindklassement Parijs-Nice
Eindklassement Ronde van Catalonië
2e etappe Ronde van Trentino
Eindklassement Ronde van Trentino
2016
5e etappe Tour Down Under
2017
2e en 5e etappe Tour Down Under
Eindklassement Tour Down Under
7e etappe Parijs-Nice
Eindklassement Ronde van Romandië
4e etappe Critérium du Dauphiné (individuele tijdrit)
2018
5e etappe Tour Down Under
Eindklassement Ronde van Zwitserland
2019
6e etappe Tour Down Under
2020
3e etappe Tour Down Under
Eindklassement Tour Down Under
2021
Eindklassement Critérium du Dauphiné

### Resultaten in voornaamste wedstrijden
| Jaar | Ronde van Italië | Ronde van Frankrijk | Ronde van Spanje |
| ---- | ---------------- | ------------------- | ---------------- |
| 2010 | 7e               |                     |                  |
| 2011 | 80e              | 71e                 |                  |
| 2012 |                  | 34e                 | 68e              |
| 2013 |                  | 19e                 |                  |
| 2014 |                  | 23e                 |                  |
| 2015 | opgave           | 48e                 |                  |
| 2016 |                  | 5e                  |                  |
| 2017 |                  | opgave              |                  |
| 2018 |                  | opgave              | 84e              |
| 2019 |                  | 11e                 |                  |
| 2020 |                  | ↑                   |                  |
| 2021 |                  | 38e                 |                  |
| 2022 | opgave           |                     |                  |

| Jaar | Luik-Bast.‑Luik | Ronde van Lombardije | Waalse Pijl | Clásica San Sebastián |  | WK op de weg |  | Wereldranglijsten |
| ---- | --------------- | -------------------- | ----------- | --------------------- |  | ------------ |  | ----------------- |
| 2010 |                 | opgave               |             | 10e                   |  |              |  | 34e (UWK)         |
| 2011 |                 |                      |             | opgave                |  |              |  | 152e (UWT)        |
| 2012 |                 | opgave               |             | 24e                   |  | opgave       |  | 64e (UWT)         |
| 2013 | opgave          |                      | 132e        | opgave                |  | opgave       |  | 10e (UWT)         |
| 2014 | opgave          |                      |             |                       |  |              |  | 74e (UWT)         |
| 2015 |                 |                      |             |                       |  |              |  | 11e (UWT)         |
| 2016 | 91e             |                      |             | 73e                   |  |              |  | 7e (UWT)          |
| 2017 |                 |                      |             |                       |  |              |  | 12e (UWT)         |
| 2018 |                 |                      |             |                       |  |              |  | 31e (UWT)         |
| 2019 |                 |                      |             |                       |  |              |  | 85e (UWR)         |
| 2020 | 16e             |                      | 8e          |                       |  | 25e          |  |                   |
| 2021 |                 |                      |             |                       |  |              |  |                   |
| 2022 |                 |                      |             |                       |  |              |  |                   |

### Resultaten in kleinere rondes
| Jaar | Tour Down Under | Parijs-Nice | Tirreno-Adriatico | Ronde van Catalonië | Ronde van het Baskenland | Ronde van Romandië | Critérium du Dauphiné | Ronde van Zwitserland | Eneco Tour | Ronde van Peking |
| ---- | --------------- | ----------- | ----------------- | ------------------- | ------------------------ | ------------------ | --------------------- | --------------------- | ---------- | ---------------- |
| 2008 | 9e              |             |                   |                     |                          |                    |                       |                       |            |                  |
| 2009 |                 |             |                   |                     |                          |                    |                       |                       |            |                  |
| 2010 |                 | opgave      |                   |                     |                          | 10e (1)            |                       |                       | 4e         |                  |
| 2011 | 33e             | 22e         |                   |                     | 126e                     | 121e               |                       |                       |            |                  |
| 2012 |                 | 68e         |                   | opgave              |                          | 4e                 | 9e                    |                       |            |                  |
| 2013 |                 | ↑ (2)       |                   |                     | ↑ (1)                    | 8e                 | ↑                     |                       |            | opgave           |
| 2014 | 4e (1)          |             | opgave            | opgave              |                          | opgave             | 22e                   |                       |            |                  |
| 2015 | ↑ (1)           | ↑ (2)       |                   | ↑                   |                          |                    |                       |                       |            |                  |
| 2016 | ↑ (1)           | ↑           |                   | 4e                  |                          | opgave             | 4e                    |                       |            |                  |
| 2017 | ↑ (2)           | 11e (1)     |                   |                     |                          | ↑                  | ↑ (1)                 |                       |            |                  |
| 2018 | ↑ (1)           |             |                   |                     |                          | ↑                  |                       | ↑ (1)                 |            |                  |
| 2019 | ↑ (1)           |             |                   | 38e                 |                          |                    | 11e                   |                       |            |                  |
| 2020 | ↑ (1)           | 41e         |                   |                     |                          |                    | 15e                   |                       |            |                  |
| 2021 |                 | opgave      |                   | ↑                   |                          | ↑                  | ↑                     |                       |            |                  |
| 2022 |                 |             | 4e                | opgave              |                          |                    |                       |                       |            |                  |

(*) tussen haakjes aantal individuele etappe-overwinningen

## Ploegen
- 2008 –  Praties (tot 30 april)
- 2009 –  Praties (tot 28 februari)
- 2010 –  Team Saxo Bank
- 2011 –  Saxo Bank-Sungard
- 2012 –  Sky ProCycling
- 2013 –  Sky ProCycling
- 2014 –  Team Sky
- 2015 –  Team Sky
- 2016 –  BMC Racing Team
- 2017 –  BMC Racing Team
- 2018 –  BMC Racing Team
- 2019 –  Trek-Segafredo
- 2020 –  Trek-Segafredo
- 2021 –  INEOS Grenadiers
- 2022 –  INEOS Grenadiers

Chugg · N.Clarke · W.Clarke · Earle · Furmston · Grieve-Johnson · Mather · Newell · Norton · Porte · Rigg · Walker · Wilson
Chugg · N.Clarke · W.Clarke · Earle · Grenda · Grieve-Johnson · Marwood · Mather · Newell · Norton · Porte · Rigg · Walker · Wilson
Bellis · 
Breschel ·
Cancellara       ·
Cooke ·
Didier ·
Fuglsang ·
J. J. Haedo ·
L. S. Haedo ·
Høj ·
Jørgensen ·
Klemme ·
Klostergaard ·
Larsson ·
Lund ·
Marycz ·
Mørkøv ·
O'Grady ·
Porte ·
Rasmussen ·
A. Schleck ·
F. Schleck ·
C. A. Sørensen ·
N. Sørensen · 
Steensen ·
Voigt
Bellis · 
Boaro ·
Christensen ·
Contador ·
Cooke ·
Didier ·
J. J. Haedo ·
L. S. Haedo ·
Hoestov ·
Hernández ·
Jørgensen ·
Klostergaard ·
Larsson ·
Majka ·
Marycz ·
Mørkøv ·
Navarro ·
Noval ·
Nuyens ·
Porte ·
Roberts ·
C. A. Sørensen ·
N. Sørensen · 
Steensen ·
Tanner ·
Tosatto ·
Vandborg ·
Margaliot (stagiair)
Appollonio ·
Barry ·
Boasson Hagen ·
Cavendish  ·
Eisel ·
Dowsett ·
Flecha ·
Froome ·
Henao ·
Hayman ·
Hunt ·
Kennaugh ·
Knees ·
Löfkvist ·
Nordhaug ·
Pate ·
Porte ·
Puccio ·
Rogers ·
Rowe ·
Siwtsow ·
Stannard ·
Sutton ·
Swift ·
Thomas ·
Urán ·
Wiggins ·
Zandio ·
Martinelli (stagiair) 
Boasson Hagen ·
Boswell ·
Cataldo ·
Dombrowski ·
Eisel ·
Edmondson ·
Froome ·
Henao ·
Hayman ·
Kennaugh ·
Kiryjenka ·
Knees ·
López ·
Pate ·
Porte ·
Puccio ·
Rasch ·
Rowe ·
Siwtsow ·
Stannard ·
Sutton ·
Swift ·
Thomas ·
Tiernan-Locke ·
Urán ·
Wiggins ·
Zandio
Boasson Hagen · Boswell · Cataldo · Deignan · Dombrowski · Earle · Edmondson · Eisel · Froome · Seb. Henao · Ser. Henao · Kennaugh · Kiryjenka · Knees · López · Nieve · Pate · Porte · Puccio · Rasch · Rowe · Siwtsow · Stannard · Sutton · Swift · Thomas · Tiernan-Locke · Wiggins   · Zandio
Boswell · Deignan · Earle · Eisel · Fenn · Froome · Seb.Henao · Ser.Henao · Kennaugh · Kiryjenka   · Knees · König · López · Nieve · Nordhaug · Pate · Poels · Porte · Puccio · Roche · Rowe · Siwtsow · Stannard · Sutton · Swift · Thomas · Viviani · Wiggins   (tot 12/04) · Zandio · Geoghegan Hart (stagiair) · Peters (stagiair)
Atapuma · Bohli · Bookwalter · Burghardt · Caruso · De Marchi · Dennis · Dillier · Drucker · Gerts · Gilbert · Hermans · Küng · Moinard · Oss · Phinney · Porte · Quinziato · Rosskopf · Sánchez · Schär · Senni · Teuns · Van Avermaet  · Van Garderen · Velits · Vliegen · Wyss · Zabel · Eisenhart (stagiair) · Lienhard (stagiair)
Bohli · Bookwalter · Caruso · De Marchi · Dennis · Dillier · Drucker · Elmiger · Frankiny · Gerts · Hermans · Küng · Moinard · Oss · Porte · Quinziato · Roche · Rosskopf · Sánchez · Schär · Scotson · Senni · Teuns · Van Avermaet  · van Garderen · Van Hooydonck · Ventoso · Vliegen · Wyss · Müller (stagiair) · Welten (stagiair)
Bettiol · Bevin · Bohli · Bookwalter · Caruso · De Marchi · Dennis   · Drucker · Frankiny · Gerrans · Küng · Porte · Roche · Roelandts · Rosskopf · Schär · Scotson · Teuns · Van Avermaet  · van Garderen · Van Hooydonck · Ventoso · Vliegen · Wyss
Beppu · Bernard · Brambilla · Ciccone · Clarke · Conci · Degenkolb · Eg · Felline · Frame · Gogl · Irizar (actief t/m 3 augustus) · Kirsch · de Kort · Mollema · Mosca (vanaf 1 augustus) · Moschetti · Mullen · Pantano · Pedersen  · Porte · Reijnen · Skujiņš · Stetina · Stuyven · Theuns · Debeaumarché (stagiair) · López (stagiair) · Quarterman (stagiair)
Bernard · Brambilla · Ciccone · Clarke · Conci · De Kort · Eg · Elissonde · Kamp · Kirsch · Liepiņš · López · Mollema · Mosca · Moschetti · Mullen · A. Nibali · V. Nibali · Pedersen  · Porte · Quarterman · Reijnen · Ries · Simmons · Skujiņš · Stuyven · Theuns · Weening (vanaf 5 juni) · Fancellu (stagiair) · Skjelmose Jensen (stagiair) · Tiberi (stagiair)
Amador · Van Baarle · Basso · Bernal · Carapaz  · Castroviejo · De Plus · Dennis · Doull · Dunbar · Ganna     · Geoghegan Hart · Gołaś · Hayter · Henao · Kwiatkowski · Martínez · Moscon · Narváez · Pidcock (vanaf 1 februari) · Porte ·  Puccio · Rivera · Rodriguez · Rowe · Sivakov · Sosa · Swift · Thomas · Wurf · Yates · Plapp (stagiair)
Amador · Bernal · Carapaz  · Castroviejo · De Plus · Dunbar · Fraile · Ganna   · Geoghegan Hart · E. Hayter · Heiduk · Kwiatkowski · Martínez · Narváez · Pidcock · Plapp · Porte ·  Puccio · Rivera · Rodriguez · Rowe · Sheffield · Sivakov · Swift · Thomas · Tulett · Turner · Van Baarle · Viviani · Wurf · Yates · L. Hayter (stagiair)
- Virtual International Authority File: 4227156374133307710009